# Арутюнян, Ашот Осипович
Ашо́т О́сипович Арутюня́н (арм. Աշոտ Հարությունյան; 1911—1986) — армянский советский военный историк, полковник запаса.

## Биография
Полковник запаса. Доктор исторических наук. В последние годы жизни — начальник Главного архивного управления при Совете Министров Армянской ССР.

## Научная деятельность
Основные направления исследований — история Первой мировой войны, Кавказского фронта, турецкой интервенции в Закавказье в 1918 г. и Великой Отечественной войны

### Избранные труды
- Арутюнян А. О. Кавказский фронт. 1914—1917 гг.. — Ереван: Айастан, 1971. — 415 с. — 10 000 экз.
- Арутюнян А. О. Кавказский фронт в первой мировой войне и политика царского правительства в районах, занятых по праву войны : Автореф. дис. … д-ра ист. наук. — Ереван, 1968. — 79 с.
- Самвелян Х. и др. История армянского народа : Учеб. пособие для сред. школ : в 2-х ч / Приняли участие: А. О. Арутюнян, С. Погосян. — Ереван: Изд-во АН АрмССР, 1944. — Т. 1: С древнейших времён и до конца XVIII века. — 246 с. — 3000 экз.
- Հարությունյան Ա. Турецкая интервенция в Закавказье в 1918 г. и оборонительные бои = Թուրքական ինտերվենցիան Անդրկովկաս 1918 թ. և ինքնապաշտպանական կռիվները / Ա.Հ. Հարությունյան; Խմբ.՝Վ.Ն. Ղազախեցյան, Ե.Ղ. Սարգսյան; ՀՍՍՀ ԳԱ, Պատմ. ին-տ. — Երևան: ԳԱ հրատ., 1984. — 356 p.

составитель, редактор:
- Адмирал Флота Советского Союза Исаков Иван Степанович: Сб. док-тов и матер. / Сост.: А. О. Арутюнян, О. С. Баликян. — Ереван: Изд-во АН АрмССР, 1975. — 423 с. — 5000 экз.
- Боевой путь 89-й стрелковой Армянской Таманской орденов Красного Знамени, Кутузова II степени, Красной Звезды дивизии 1942—1945 гг. : Сб. документов и материалов / Сост.: А. О. Арутюнян и др. ; Ред.: А. О. Арутюнян, А. М. Акопян. — Ереван: Б. и., 1985. — 747 с.
- Из истории иностранной интервенции в Армении в 1918 году : (Док-ты и матер.) / Ред.: А. О. Арутюнян. — Ереван, 1970.
- Из истории развития цветной металлургии в Советской Армении (1951—1970 гг.) : Сб. док-тов и матер. / Сост.: Э. Г. Саркисян и др.; Под ред. А. О. Арутюняна. — Ереван: Б. и., 1983. — 242 с.
- «Советская Армения в годы Великой Отечественной войны (1941—1945): сборник документов и материалов» (Издательство АН Армянской ССР, 1975)

## Награды
- орден Трудового Красного Знамени.